# Por una nueva libertad
Por una nueva libertad: El manifiesto libertario es un libro escrito por el economista e historiador Murray N. Rothbard, publicado por primera vez en 1973, que ayudó a lanzar el movimiento liberal libertario moderno en los Estados Unidos, y que fue el primer manifiesto moderno del anarquismo libertario. La segunda edición se publicó por primera vez en 1978, mientras que la tercera edición se publicó por primera vez en 1985. Es el único libro de Rothbard que recibió un contrato de publicación convencional.

## Principios
El libro abarca el anarcocapitalismo, una versión contemporánea del anarquismo, que constituye la cepa más radical del liberalismo libertario, en contraposición al minarquismo defendido por liberales del siglo XX tales como Robert Nozick y Ludwig von Mises. Rothbard, sin embargo, rastrea los orígenes intelectuales de libertarismo a filósofos liberales clásicos como John Locke y Adam Smith y la Revolución Americana. Él sostiene que el moderno libertarismo no se originó como una respuesta al socialismo o al izquierdismo, sino al conservadurismo. En 2006 el Ludwig von Mises Institute publicó una nueva edición de pasta dura, con una nueva introducción de Lew Rockwell. Hacia una nueva libertad es, junto con La ética de libertad (también de Rothbard), una de las más amplias e influyentes exposiciones del pensamiento anarcocapitalista.

## El axioma de no-agresión
El núcleo de libertarismo, escribe Rothbard, es el axioma de no agresión: "que ningún hombre o grupo de hombres pueden agredir contra la persona o los bienes de nadie." Señala que, si bien este principio es casi universalmente aplicado a los particulares e instituciones, el gobierno se considera por encima de la ley moral, y, por tanto, no tiene que atenerse a este axioma. En ello radica la distinción fundamental de los libertarios:

En contraste con todos los demás pensadores, izquierda, derecha, o intermedio, los libertarios se niegan a dar al Estado la sanción moral de cometer acciones que casi todos están de acuerdo que sería inmoral, ilegal y criminal si fuesen cometidas por cualquier persona o grupo en la sociedad [...] si nos fijamos en el Estado desnudo, por así decirlo, vemos que es universalmente admitido, e incluso alentado, a cometer todos los actos que aún los no-libertarios consideran son reprobables crímenes ... El libertario, en fin, es casi por completo el niño en la fábula, señalando insistentemente que el emperador no tiene ropa. (Cap. 2, Propiedad e intercambio)

## La coherencia del libertarismo
En el manifiesto se encuentran los intentos de Rothbard para disipar la noción de que el libertarismo constituye una secta fuera del dispar de progresismo o conservadurismo, o que sus opiniones sobre la política económica de derecha y sus opiniones sobre la integración social y la política exterior de izquierda son contradictorias:

Pero el libertario no ve ninguna inconsistencia en ser "izquierdista" en algunos temas y "derechista" en otros. Por el contrario, él ve a su propia posición como virtualmente la única consistente, consistente en nombre de la libertad de cada individuo. ¿Por qué cómo puede el izquierdista estar opuesto a la violencia de la guerra y al reclutamiento mientras al mismo tiempo apoya la violencia de la imposición de impuestos y al control gubernamental? ¿Y cómo puede el derechista pregonar al son de la trompeta, su devoción a la propiedad privada y a la libre empresa mientras al mismo tiempo está favoreciendo a la guerra, al reclutamiento y a la proscripción de actividades y prácticas no invasivas que él considera inmorales? ¿Y cómo puede el derechista favorecer un mercado libre mientras no ve nada improcedente en los vastos subsidios, distorsiones e ineficiencias improductivas que atañen al complejo industrial-militar?.  (Cap. 2, Propiedad e intercambio)

## Rothbard sobre "El Estado"
Rothbard elabora la visión libertaria del gobierno en este particular y radical pasaje:

¡El Estado! Siempre el gobierno y sus gobernantes y los funcionarios se han considerado en general por encima de la ley moral. Los "Papeles del Pentágono" son sólo un ejemplo reciente entre los innumerables casos en la historia de los hombres, la mayoría de los cuales son perfectamente honorable en su vida privada, que se encuentran con sus dientes ante el público. ¿Por qué? Por "razones de Estado". El servicio para el Estado se supone que excusa todas las acciones que podrían considerarse inmorales o penales si fuesen cometidas por ciudadanos "privados". El rasgo distintivo de libertarios es que fríamente y sin concesiones hacen aplicación general de la ley moral a las personas en el ejercicio de sus funciones como miembros del aparato del Estado. Los libertarios no hacen excepciones. Durante siglos, el Estado (o más estrictamente, las personas que ejercen sus funciones como "miembros del gobierno") ha envuelto su actividad delictiva en altisonante retórica. Durante siglos el Estado ha cometido el asesinato en masa y lo llamó "la guerra"; luego ha ennoblecido la masacre en masa que "la guerra" conlleva. Durante siglos el Estado ha esclavizado a las personas en sus batallones armados y lo llamó "conscripción" en el "servicio nacional". Durante siglos el Estado ha privado a las personas a punta de bayoneta y lo llamó "tributación". De hecho, si desea saber cómo piensan los libertarios respecto al Estado y cualquiera de sus actos, basta con pensar en el Estado como una banda de criminales, y todas las actitudes de los libertarios cobran sentido. (Cap. 3, El Estado)

## Tabla de contenido
Tabla de contenidos del libro
Prefacio
- 1. El patrimonio libertario: la Revolución Americana y el liberalismo clásico

Parte I: El credo libertario
- 2. Propiedad e intercambio
- 3. El Estado

Parte II: Aplicaciones libertarias a problemas actuales
- 4. Los problemas
- 5. La servidumbre involuntaria
- 6. Libertad personal
- 7. Educación
- 8. Bienestar social y el estado de bienestar
- 9. La inflación y el ciclo económico: el colapso del paradigma keynesiano
- 10. El sector público, I: Gobierno de negocios
- 11. El sector público, II: Calles y carreteras
- 12. El sector público, III: La policía, ley, y los tribunales
- 13. Conservación, ecología, y el crecimiento
- 14. La guerra y política exterior

Parte III: Epílogo
- 15. Una estrategia para la libertad

Apéndice: El movimiento libertario
Index

## Ediciones
La edición más reciente en inglés ha sido publicada en 2006 por el reconocido Mises Institute de Alabama, con ISBN 0-945466-47-1. La primera versión en español se encuentra disponible desde 2006, publicada por Editorial Grito Sagrado de Argentina, con ISBN 987-1239-01-7. Hay una nueva edición, actualizada y comentada en Unión Editorial ISBN 978-84-7209-605-9 (Tapa dura).